# Ouragan Fred (2009)
Pour les articles homonymes, voir Cyclone tropical Fred.
L’ouragan Fred est le 7e système cyclonique de la saison 2009 dans l'océan Atlantique nord et le 6e à recevoir un nom. Son origine est une onde tropicale bien structurée sortant de la côte africaine le 6 septembre. Le développement s'accélère vite dans la nuit du 8 au 9 pour atteindre en un peu plus de 12h l'intensité d'ouragan de catégorie 3 dans l'échelle de Saffir-Simpson. Fred s'affaiblit ensuite et se dissipe à partir du 12 septembre en pleine océan. 
Fred a laissé des quantités peu importantes de pluie sur les îles du Cap-Vert et a forcé l’annulation de deux vols. La dépression qui a hérité de l'humidité de Fred a laissé des précipitations abondantes, principalement en Géorgie, ce qui a causé pour près de 500 millions $US en dommages et la mort de dix personnes dans des inondations.

## Évolution météorologique
Une onde tropicale bien structurée est sortie de la côte africaine le 6 septembre. Les conditions de température de la mer et de cisaillement des vents étaient favorables à son développement et le National Hurricane Center des États-Unis prévoyait qu’elle deviendrait un système tropical. Le 7 septembre, alors qu'il se trouve à 300 km au sud des îles du Cap-Vert, le système devient une dépression tropicale puis la tempête tropicale Fred en soirée,. Le NHC a commencé à émettre des bulletins de suivi de la dépression. L'onde se renforce progressivement lors de son déplacement vers l'ouest sous un cisaillement modéré des vents en altitude. Le développement s'accélère vite dans la nuit du 8 au 9 pour atteindre en un peu plus de 12h l'intensité d'ouragan de catégorie 3 dans l'échelle de Saffir-Simpson. 
Fred tourne alors vers le nord-ouest puis le nord à faible vitesse en s'affaiblissant sensiblement. Il n'est plus qu'une tempête tropicale le 11 au soir à plus de 800 km à l'ouest de l'île la plus au nord-ouest de l'archipel du Cap Vert. Il bouge peu ensuite et se dissipe à partir du 12 septembre. Le NHC émet donc son dernier bulletin le même jour
La dépression sortie des restes de Fred a atteint la côte sud-est de États-Unis deux semaines plus tard. Elle a parfois été près de redevenir tropicale mais est toujours restée peu organisée. Cependant, l'humidité héritée de Fred a permis de donner des bandes orageuses intenses et la pluie a donné des inondations dépassant le niveau de période de retour de 100 ans en plusieurs endroits,.

## Impacts
Durant plusieurs heures avant de devenir une tempête tropicale, le précurseur de Fred a donné de la pluie modérée et des vents vifs dans la portion sud des îles du Cap-Vert. Dans la capitale, Praia, il est tombé moins de 2,5 mm de pluie et les vents soutenus n’ont pas dépassé 35 km/h le 7 septembre mais la détérioration des conditions le 8 septembre a conduit à l’annulation de deux vols et le retard de plusieurs autres,.
La masse d’air tropicale associée avec Fred a traversé l’océan Atlantique même si l’ouragan ne l’a pas fait. Bien qu'il ne s'agisse que d'un effet indirect de Fred, son apport et celui d'un flux venant du golfe du Mexique ont donné de fortes quantités de pluie un peu partout dans le nord de la Floride, en Géorgie, en Alabama et dans certaines portions du Tennessee et de la Caroline du Nord. En particulier, il est tombé plus de 500 mm de pluie dans la région d’Atlanta, durement touchée par des inondations.
Le 25 septembre, le commissaire aux assurance de la Géorgie a déclaré que les dommages s’élevaient à au moins 500 millions $US. On comptait 20 000 demeures, commerces et autres bâtiments gravement endommagés et 17 comptés de l’État avaient été mis sur les listes fédérales des zones sinistrées. Les inondations ont également fait dix morts. Dans le bassin de la rivière Chattahoochee, le niveau de la crue a dépassé la période de retour de 500 ans.

## Statistiques
Dans les annales du NHC de 1851 à 2008, il n’y a eu seulement que deux tempêtes tropicales avant l’ouragan Fred qui ont atteint la catégorie 3 de l’échelle de Saffir-Simpson à l’Est de 35° ouest, soit un ouragan sans nom en 1926 et l’ouragan Frances en 1980. Fred est le plus intense des trois avec une pression centrale de 958 hPa et vent maximal de 195 km/h. Cependant, Frances a atteint le niveau d’ouragan majeur plus au sud-est,,. Dans un bulletin du NHC, l’auteur mentionne qu’à cause de sa position, Fred serait probablement passé inaperçu avant l’avènement des photos satellitaires au début des années 1960.